# Minsk Cycling Club
Minsk Cycling Club (Kod UCI: MCC) – białoruska grupa kolarska. W latach 2015–2022 drużyna należała do dywizji UCI Continental Teams.
Minsk Cycling Club powstał z inicjatywy białoruskiej federacji kolarskiej we wrześniu 2013, stając się tym samym pierwszym zawodowym zespołem kolarskim na Białorusi. Drużyna od początku istnienia skupia się przede wszystkim na rodzimych kolarzach.
Oprócz męskiej zawodowej drużyny kolarstwa szosowego klub posiada również profesjonalną sekcję kolarstwa torowego oraz kobiecy zespół zawodowy w kolarstwie szosowym o identycznej nazwie (Minsk Cycling Club).

## Sezony

### 2021

#### Skład
| Skład drużyny 2021            | Skład drużyny 2021   | Skład drużyny 2021 | Skład drużyny 2021                         |
| Imię i nazwisko               | Data urodzenia       | Państwo            | Poprzednia grupa                           |
| ----------------------------- | -------------------- | ------------------ | ------------------------------------------ |
| Stanisłau Bażkou              | 4 listopada 1991     | Białoruś           |                                            |
| Wasilij Bialauski             | 21 grudnia 1995      | Białoruś           |                                            |
| Uładzimir Harachawik (9 wrz–) | 21 stycznia 1995     | Białoruś           |                                            |
| Artiem Gorbacz (31 mar–)      | 16 października 1999 | Białoruś           |                                            |
| Jauhienij Karalok             | 9 czerwca 1996       | Białoruś           |                                            |
| Dzianis Marchuk               | 19 maja 2000         | Białoruś           |                                            |
| Siarhiej Papok                | 6 stycznia 1988      | Białoruś           | Rietumu-Delfin (2014)                      |
| Aliaksandr Piasetski          | 15 maja 1993         | Białoruś           |                                            |
| Branisłau Samojłau            | 25 maja 1985         | Białoruś           | CCC Sprandi Polkowice (2017)               |
| Siarhiej Szauczenka           | 1 kwietnia 1998      | Białoruś           |                                            |
| Alaksiej Sznyrko              | 12 maja 1994         | Białoruś           | Ningxia Sports Lottery Livall Gusto (2019) |
| Jauhien Sobal                 | 7 kwietnia 1981      | Białoruś           | Partizan Srbija (2010)                     |
| Wasilij Strokau               | 9 października 1995  | Białoruś           |                                            |
|                               |                      |                    |                                            |
| Źródło: ProCyclingStats       |                      |                    |                                            |

#### Zwycięstwa
| Zwycięstwa | Zwycięstwa                                         | Zwycięstwa | Zwycięstwa | Zwycięstwa          | Zwycięstwa |
| Data       | Wyścig                                             | Państwo    | Kategoria  | Zwycięzca           |            |
| ---------- | -------------------------------------------------- | ---------- | ---------- | ------------------- | ---------- |
| 2 kwi      | Tour of Mevlana, 2. etap                           | Turcja     | 2.2        | Siarhiej Szauczenka |            |
| 15 cze     | Mistrzostwa Białorusi – jazda indywidualna na czas | Białoruś   | CN         | Jauhienij Karalok   |            |
| 18 cze     | Mistrzostwa Białorusi – start wspólny              | Białoruś   | CN         | Stanisłau Bażkou    |            |

### 2020

#### Skład
| Skład drużyny 2020      | Skład drużyny 2020  | Skład drużyny 2020 | Skład drużyny 2020                         |
| Imię i nazwisko         | Data urodzenia      | Państwo            | Poprzednia grupa                           |
| ----------------------- | ------------------- | ------------------ | ------------------------------------------ |
| Stanisłau Bażkou        | 4 listopada 1991    | Białoruś           |                                            |
| Wasilij Bialauski       | 21 grudnia 1995     | Białoruś           |                                            |
| Uładzimir Harachawik    | 21 stycznia 1995    | Białoruś           |                                            |
| Anton Iwaszkin          | 24 kwietnia 1996    | Białoruś           |                                            |
| Jauhienij Karalok       | 9 czerwca 1996      | Białoruś           |                                            |
| Siarhiej Papok          | 6 stycznia 1988     | Białoruś           | Rietumu-Delfin (2014)                      |
| Raman Ramanau           | 3 lipca 1994        | Białoruś           |                                            |
| Siergiej Rostowcew      | 2 czerwca 1997      | Rosja              |                                            |
| Branisłau Samojłau      | 25 maja 1985        | Białoruś           | CCC Sprandi Polkowice (2017)               |
| Alaksiej Sznyrko        | 12 maja 1994        | Białoruś           | Ningxia Sports Lottery Livall Gusto (2019) |
| Mikałaj Szumau          | 16 lutego 1994      | Białoruś           |                                            |
| Jauhien Sobal           | 7 kwietnia 1981     | Białoruś           | Partizan Srbija (2010)                     |
| Wasilij Strokau         | 9 października 1995 | Białoruś           |                                            |
|                         |                     |                    |                                            |
| Źródło: ProCyclingStats |                     |                    |                                            |

#### Zwycięstwa
| Zwycięstwa | Zwycięstwa                                         | Zwycięstwa | Zwycięstwa | Zwycięstwa         | Zwycięstwa |
| Data       | Wyścig                                             | Państwo    | Kategoria  | Zwycięzca          |            |
| ---------- | -------------------------------------------------- | ---------- | ---------- | ------------------ | ---------- |
| 9 lut      | GP Manavgat                                        | Turcja     | 1.2        | Branisłau Samojłau |            |
| 24 lip     | Mistrzostwa Białorusi – jazda indywidualna na czas | Białoruś   | CN         | Jauhienij Karalok  |            |

### 2019

#### Skład
| Skład drużyny 2019              | Skład drużyny 2019  | Skład drużyny 2019 | Skład drużyny 2019                  |
| Imię i nazwisko                 | Data urodzenia      | Państwo            | Poprzednia grupa                    |
| ------------------------------- | ------------------- | ------------------ | ----------------------------------- |
| Stanisłau Bażkou                | 4 listopada 1991    | Białoruś           |                                     |
| Wasilij Bialauski               | 21 grudnia 1995     | Białoruś           |                                     |
| Anton Iwaszkin                  | 24 kwietnia 1996    | Białoruś           |                                     |
| Roman Majkin                    | 14 sierpnia 1990    | Rosja              | Gazprom-RusVelo (2018)              |
| Siarhiej Papok                  | 6 stycznia 1988     | Białoruś           | Rietumu-Delfin (2014)               |
| Raman Ramanau                   | 3 lipca 1994        | Białoruś           |                                     |
| Branisłau Samojłau              | 25 maja 1985        | Białoruś           | CCC Sprandi Polkowice (2017)        |
| Mikałaj Szumau                  | 16 lutego 1994      | Białoruś           |                                     |
| Jauhien Sobal                   | 7 kwietnia 1981     | Białoruś           | Partizan Srbija (2010)              |
| Wasilij Strokau                 | 9 października 1995 | Białoruś           |                                     |
| Eduard Worganow                 | 7 grudnia 1982      | Rosja              | Katusha (2016)                      |
| Samir Jabrayilov (4 kwi–31 gru) | 7 września 1994     | Azerbejdżan        | Synergy Baku Cycling Project (2018) |
|                                 |                     |                    |                                     |
| Źródło: UCI                     |                     |                    |                                     |

#### Zwycięstwa
| Zwycięstwa  | Zwycięstwa                                   | Zwycięstwa | Zwycięstwa | Zwycięstwa         | Zwycięstwa |
| Data        | Wyścig                                       | Państwo    | Kategoria  | Zwycięzca          |            |
| ----------- | -------------------------------------------- | ---------- | ---------- | ------------------ | ---------- |
| 9 lut       | Grand Prix Gazipaşa                          | Turcja     | 1.2        | Branisłau Samojłau |            |
| 9 mar       | Grand Prix Velo Alanya                       | Turcja     | 1.2        | Mikałaj Szumau     |            |
| 5 maja 2019 | Five Rings of Moscow, klasyfikacja generalna | Rosja      | 2.2        | Jauhien Sobal      |            |
| 5 maja 2019 | Tour of Mesopotamia, klasyfikacja generalna  | Turcja     | 2.2        | Branisłau Samojłau |            |
| 24 maj      | Race Horizon Park 1                          | Ukraina    | 1.2        | Jauhien Sobal      |            |
| 22 lip      | Tour of Qinghai Lake, 9. etap                | Chiny      | 2.HC       | Siarhiej Papok     |            |

### 2018

#### Skład
| Skład drużyny 2018              | Skład drużyny 2018  | Skład drużyny 2018 | Skład drużyny 2018            |
| Imię i nazwisko                 | Data urodzenia      | Państwo            | Poprzednia grupa              |
| ------------------------------- | ------------------- | ------------------ | ----------------------------- |
| Stanisłau Bażkou                | 4 listopada 1991    | Białoruś           |                               |
| Wasilij Bialauski (1 lis–1 mar) | 21 grudnia 1995     | Białoruś           |                               |
| Anton Iwaszkin                  | 24 kwietnia 1996    | Białoruś           |                               |
| Jauhienij Karalok               | 9 czerwca 1996      | Białoruś           |                               |
| Kanstancin Klimiankou           | 3 sierpnia 1989     | Białoruś           | Amore & Vita-Selle SMP (2014) |
| Anton Muzyczkin                 | 16 grudnia 1994     | Białoruś           |                               |
| Siarhiej Papok                  | 6 stycznia 1988     | Białoruś           | Rietumu-Delfin (2014)         |
| Raman Ramanau                   | 3 lipca 1994        | Białoruś           |                               |
| Branisłau Samojłau              | 25 maja 1985        | Białoruś           | CCC Sprandi Polkowice (2017)  |
| Mikałaj Szumau                  | 16 lutego 1994      | Białoruś           |                               |
| Jauhien Sobal                   | 7 kwietnia 1981     | Białoruś           | Partizan Srbija (2010)        |
| Wasilij Strokau                 | 9 października 1995 | Białoruś           |                               |
| Eduard Worganow                 | 7 grudnia 1982      | Rosja              | Katusha (2016)                |
|                                 |                     |                    |                               |
| Źródło: UCI                     |                     |                    |                               |

### 2017

#### Skład
| Skład drużyny 2017                             | Skład drużyny 2017 | Skład drużyny 2017 | Skład drużyny 2017            |
| Imię i nazwisko                                | Data urodzenia     | Państwo            | Poprzednia grupa              |
| ---------------------------------------------- | ------------------ | ------------------ | ----------------------------- |
| Aleh Ahijewicz                                 | 28 czerwca 1993    | Białoruś           |                               |
| Stanisłau Bażkou                               | 4 listopada 1991   | Białoruś           |                               |
| Ołeksandr Hołowasz                             | 21 września 1991   | Ukraina            | Kolss-BDC (2016)              |
| Anton Iwaszkin                                 | 24 kwietnia 1996   | Białoruś           |                               |
| Jauhienij Karalok (23 maj–31 gru)              | 9 czerwca 1996     | Białoruś           |                               |
| Kanstancin Klimiankou                          | 3 sierpnia 1989    | Białoruś           | Amore & Vita-Selle SMP (2014) |
| Anton Muzyczkin                                | 16 grudnia 1994    | Białoruś           |                               |
| Siarhiej Papok                                 | 6 stycznia 1988    | Białoruś           | Rietumu-Delfin (2014)         |
| Raman Ramanau                                  | 3 lipca 1994       | Białoruś           |                               |
| Michaił Sziemietau                             | 21 lipca 1994      | Białoruś           |                               |
| Jauhien Sobal                                  | 7 kwietnia 1981    | Białoruś           | Partizan Srbija (2010)        |
| Raman Ciszkou (26 maj–31 gru)                  | 2 grudnia 1994     | Białoruś           |                               |
| Eduard Worganow                                | 7 grudnia 1982     | Rosja              | Katusha (2016)                |
| Jauhienij Achramienka (1 sie–31 gru, stażysta) | 30 czerwca 1995    | Białoruś           |                               |
| Kanstancin Bialiauski (1 sie–31 gru, stażysta) | 13 stycznia 1998   | Białoruś           |                               |
|                                                |                    |                    |                               |
| Źródło: ProCyclingStats                        |                    |                    |                               |

### 2016

#### Skład
| Skład drużyny 2016                       | Skład drużyny 2016 | Skład drużyny 2016 | Skład drużyny 2016            |
| Imię i nazwisko                          | Data urodzenia     | Państwo            | Poprzednia grupa              |
| ---------------------------------------- | ------------------ | ------------------ | ----------------------------- |
| Aleh Ahijewicz                           | 28 czerwca 1993    | Białoruś           |                               |
| Stanisłau Bażkou                         | 4 listopada 1991   | Białoruś           |                               |
| Anton Iwaszkin                           | 24 kwietnia 1996   | Białoruś           |                               |
| Kanstancin Klimiankou                    | 3 sierpnia 1989    | Białoruś           | Amore & Vita-Selle SMP (2014) |
| Anton Muzyczkin                          | 16 grudnia 1994    | Białoruś           |                               |
| Siarhiej Papok                           | 6 stycznia 1988    | Białoruś           | Rietumu-Delfin (2014)         |
| Aleksiej Piaszkun                        | 7 marca 1996       | Białoruś           |                               |
| Andriej Piaszkun (5 lut–31 gru)          | 6 grudnia 1992     | Białoruś           |                               |
| Raman Ramanau                            | 3 lipca 1994       | Białoruś           |                               |
| Ołeksandr Hołowasz (20 cze–31 gru)       | 21 września 1991   | Ukraina            | Kolss-BDC (2016)              |
| Jauhien Sobal (20 maj–31 gru)            | 7 kwietnia 1981    | Białoruś           | Partizan Srbija (2010)        |
|                                          |                    |                    |                               |
| Źródła: ProCyclingStats Cycling Archives |                    |                    |                               |

### 2015

#### Skład
| Skład drużyny 2015                | Skład drużyny 2015   | Skład drużyny 2015 | Skład drużyny 2015            |
| Imię i nazwisko                   | Data urodzenia       | Państwo            | Poprzednia grupa              |
| --------------------------------- | -------------------- | ------------------ | ----------------------------- |
| Stanisłau Bażkou                  | 4 listopada 1991     | Białoruś           |                               |
| Uładzimir Harachawik              | 21 stycznia 1995     | Białoruś           |                               |
| Anton Iwaszkin                    | 24 kwietnia 1996     | Białoruś           |                               |
| Kanstancin Klimiankou             | 3 sierpnia 1989      | Białoruś           | Amore & Vita-Selle SMP (2014) |
| Andrej Krasilnikau (1 sty–24 sie) | 25 kwietnia 1989     | Białoruś           | AVC Aix-en-Provence (2014)    |
| Alaksandr Kuczynski               | 27 października 1979 | Białoruś           | Katusha (2014)                |
| Alaksandr Lisouski                | 13 listopada 1985    | Białoruś           |                               |
| Anton Muzyczkin                   | 16 grudnia 1994      | Białoruś           |                               |
| Pawieł Podolak                    | 19 listopada 1992    | Białoruś           |                               |
| Siarhiej Papok                    | 6 stycznia 1988      | Białoruś           | Rietumu-Delfin (2014)         |
| Andriej Piaszkun (9 kwi–31 gru)   | 6 grudnia 1992       | Białoruś           |                               |
| Aleksiej Piaszkun                 | 7 marca 1996         | Białoruś           |                               |
| Andrej Sakałou                    | 16 maja 1993         | Białoruś           |                               |
| Dmitrij Żygunow                   | 10 lipca 1996        | Białoruś           |                               |
|                                   |                      |                    |                               |
| Źródło: UCI                       |                      |                    |                               |